# Petelia theclavia
Petelia theclavia är en fjärilsart som beskrevs av George Francis Hampson 1895. Petelia theclavia ingår i släktet Petelia och familjen mätare. Inga underarter finns listade i Catalogue of Life.